# Union des fanfares et ensembles musicaux
Pour les articles homonymes, voir fanfare (homonymie).
L'Union des fanfares et ensembles musicaux (Ufem) est une confédération musicale nationale fondée en 1906. Elle a pour but de favoriser la pratique musicale des amateurs au sein de formations musicales spécifiques, batteries-fanfares, harmonies-fanfares et des harmonies.
Association régie par la loi de 1901, coprésidée par Éric Villevière et Jean-Claude Lamure, l’Union des fanfares et ensembles musicaux est un regroupement de 13 fédérations régionales et départementales dont les présidents respectifs forment le conseil d’administration. Sa mission est la mise en place d’actions permettant le développement de l’association et de ses adhérents.

## Organisation
L'Union des fanfares et ensembles musicaux mène à la fois une politique de conservation d’une certaine tradition d’une musique populaire, inscrite dans le patrimoine culturel français tout en incitant ses adhérents à développer de nouvelles formes d’expression (marching band, arts de la rue…) et des partenariats pluridisciplinaires (cirque, danse, chant, théâtre…).
Ainsi, l’Ufem entend toucher un plus large public et œuvre, à travers ses projets innovants, à ce que les sociétés adhérentes restent un moteur essentiel des musiques vivantes en France.

## Histoire
Fondée à Paris en 1906, la première dénomination de l’Union des fanfares et ensembles musicaux est Union des fanfares de trompettes, de trompes de chasse, de tambours et clairons de France et des colonies.
L’association sollicite rapidement divers agréments et obtient celui du Ministère de la Guerre le 19 juin 1919.
C’est au fil des ans que peu à peu le nom de l’union va se transformer. Le 28 janvier 1950 elle devient Union des fanfares de France et de l’Union française. Puis, le Journal Officiel du 5 septembre 1959 officialise le nom voté en assemblée générale le 31 janvier 1959 : Union des fanfares de France et de la Communauté française.
Elle est agréée par le Ministère de l’Éducation Nationale le 11 décembre 1961.
Le 26 janvier 1963, l’assemblée générale, encore une fois, décide de changer sa dénomination pour Union des fanfares de France.
C’est sous ce nom que la confédération est reconnue par l’agrément du Ministère de la Culture et de la Communication du 8 novembre 1979.
De 1984 à 2014, l’U.F.F. est présidée par Désiré Dondeyne. Compositeur et chef d’orchestre de renommée internationale, entre autres de la Musique des Gardiens de la Paix de Paris, enseignant et directeur du conservatoire d’Issy-les-Moulineaux, cette personnalité incontournable de la musique française du XXe siècle transforme peu à peu la confédération tant grâce à ses connaissances techniques qu’à la très haute idée qu’il se faisait des valeurs citoyennes et de leur respect au sein des sociétés musicales associatives de notre pays.
L'U.F.F. changera une nouvelle fois de dénomination en 2022 pour adopter celle qui est la sienne aujourd'hui : Union des fanfares et ensembles musicaux.
Ainsi, de nos jours, l’Ufem est une structure dynamique moderne qui, en lien avec l’État, veille à la pérennité de ses sociétés adhérentes, participe au développement de la vie associative, à la diffusion renforcée d’actions culturelles innovantes tout en prenant soin de sauvegarder le patrimoine et les traditions des batteries-fanfare, des harmonies-fanfares et des harmonies de l’hexagone.

## Missions
Les statuts de l’Union des fanfares et ensembles musicaux définissent clairement les buts de la confédération :
- donner accès aux associations membres à une pratique musicale évolutive et de qualité
- développer la pratique musicale en amateur

Elle est guidée dans ces deux missions par les conventions signées avec le Ministère de la Culture et de la Communication et le Ministère de la Jeunesse et des Sports et de la vie associative. La première est axée sur les aspects techniques (formation des musiciens et des chefs, recensement et développement du répertoire existant, dynamique de création d’œuvres…). La seconde regarde aux fonctions citoyennes des associations (compétences des dirigeants, respects des valeurs républicaines…).
L’Ufem veille donc à ce que son réseau soit structuré en vue d’une amélioration constante tant qualitativement que quantitativement.
Elle dispose pour ce faire d’une Commission Musicale Nationale. Ses membres, tous musiciens professionnels, ont pour mission, entre autres, de mener les actions de formation et d’évaluation individuelles ou collectives de l’Ufem.

## Actions

### Former
Les formations organisées par l’Union des fanfares et ensembles musicaux se présentent sous forme de stages nationaux ou régionaux. Ils abordent tous les niveaux de l’initiation au perfectionnement à la fois des cadres (chefs de pupitres, chefs d’orchestre) et des musiciens des sociétés membres.

### Informer
Pour présenter ses actions et celles de ses fédérations régionales, l’Ufem dispose de deux organes, un bulletin d’information trimestriel, La revue Ufem et une lettre d’information.
Les sociétés adhérentes bénéficient ainsi d’un véritable outil de liaison, mais aussi d’une source de documentation plus générale sur la musique, la vie associative ou des conseils de travail et d’interprétation d’œuvres.

### Évaluer
Pendant indissociable de la formation, l’évaluation mise en place par l’Union des fanfares et ensembles musicaux regarde tant les musiciens de manière individuelle que les orchestres dont ils font partie. Des conseils et autres directives techniques (pédagogie, interprétation…) sont diffusés aux candidats par la Commission Musicale Nationale.
Des représentants accrédités par l’Ufem participent en tant que membres des jurys à toutes les épreuves, qu’elles soient individuelles ou collectives, placées sous sa responsabilité.
Les examens individuels comportent des épreuves instrumentales (morceaux imposés, déchiffrages) et de solfège dont le programme est édité par l’Ufem. Ils sont principalement organisés par les fédérations régionales à chaque fin d’année scolaire. Un examen national est aussi mis en place et rassemble les meilleurs musiciens issus des régions.
Pour les orchestres, les épreuves se passent sous forme de concours qui sont, là aussi, régionaux (tous les ans) ou nationaux.
Le concours national est organisé tous les deux ans en moyenne dans une région différente. Manifestation emblématique de l’Ufem, le concours national rassemble de nombreuses sociétés et donne lieu à de grands évènements sur plusieurs jours (concerts, créations d’œuvres, parades…).
Il est à noter que tous les examens, individuels ou collectifs, incluent obligatoirement un contrôle des connaissances des programmes musicaux des cérémonies patriotiques (sonneries et marches réglementaires, tenue des musiciens…) qui sont partie intégrante du patrimoine des sociétés musicales.

### Organiser et Représenter
L’Union des fanfares et ensembles musicaux, dans son rôle confédéral, représente, défend et veille à la diffusion des pratiques musicales de ses sociétés adhérentes. Elle met à leur disposition ses moyens de coordination avec les différents acteurs de la vie civile, collectivités locales, nationales, services de l’État ou autres confédérations musicales.
Cette politique permet à l’Ufem de promouvoir des actions musicales de toute nature du niveau local à l’international.

## Le Conseil d’Administration
Président d'honneur : André Santini [réf. nécessaire]
Coprésident : Jean-Claude Lamure           
Coprésident : Éric Villevière

## La Commission Musicale Nationale
La Commission Musicale Nationale (C.M.N.) est constituée de musiciens professionnels ayant une grande connaissance de la pratique musicale en amateur en général et du milieu particulier des batteries-fanfares, harmonies-fanfares et harmonies.
Ses travaux concernent toutes les questions d’ordre technique, que ce soit des conditions d’évaluation, des contenus et objectifs des formations ou de la promotion et de la documentation des répertoires.
Elle a été réorganisée en 2009 en quatre cellules thématiques (pédagogique cuivres et percussions, répertoire, cérémonial et marching/show band). Cela lui permet de mieux répondre aux attentes, besoins et spécificités des formations adhérentes et de leurs membres.